# 四亚硝基合铁
四亚硝基合铁是一种无机配位化合物，化学式为Fe(NO)4，不挥发，反应活性高。

## 制备
四亚硝基合铁可由五羰基铁和一氧化氮在压热釜中加热至45℃反应得到。

## 化学性质
四亚硝基合铁在空气中易被氧化。
可以和氰化钠反应得到亚硝基铁氰化钠。